# Producto blando (Soft commodity)
Los productos básicos blandos (soft commodities), o softs, son materias primas como el café, el cacao, el azúcar, el maíz, el trigo, la soja, la fruta y el ganado. El término generalmente se refiere a productos básicos que se cultivan, en lugar de extraerse; estos últimos (como el petróleo, el cobre y el oro) se conocen como materias primas duras.
Los productos básicos blandos desempeñan un papel importante en el mercado de futuros. Los utilizan los agricultores que desean fijar los precios futuros de sus cosechas, los compradores comerciales de los productos y los inversores especulativos que buscan obtener ganancias. El adjetivo "blando" en ocasiones sólo se aplica a productos clasificados como mayoritariamente tropicales, como el café, el chocolate, el azúcar, el algodón y el zumo de naranja.
Se sabe que los productos básicos blandos adoptaron una tendencia hacia el retroceso hasta fines de la década de 1990, cuando los futuros se comercializaban activamente. La especulación y las necesidades de inversión posteriormente dieron forma a la tendencia común del contango.